# Vukovina (jezero)
Vukovina je umjetno jezero u Zagrebačkoj županiji. Nalazi se u blizini naselja Vukovina, po kojem je dobilo ime. Površina iznosi 138.127 m², prosječna dubina je 10 m, najveća dubina je 24 m. Jezero je poznato po ribolovu, u njemu žive šarani i amuri. U okolici jezera živi i veliki broj ptica, kao krdže, gluhare, seoske laste, konopljarke i liske.